# 2016年美國選舉
2016年美國選舉於2016年11月8日星期二舉行，選舉美國總統、美國參議院100個席位中的34個席位以及美國眾議院全部435個席位。
12個州和2個領地的州長以及其他地方選舉也同時進行。